# Sainte-Gauburge-Sainte-Colombe
Sainte-Gauburge-Sainte-Colombe è un comune francese di 1 157 abitanti situato nel dipartimento dell'Orne nella regione della Normandia.

## Società

### Evoluzione demografica
Abitanti censiti